# Menas de Constantinopla
No confundir con San Menas de Alejandría.
Menas (también Mennas o Minas o Mina) es un santo cristiano que fue nombrado por el emperador bizantino Justiniano I como Patriarca de Constantinopla en el 536. El papa Agapito I, en su visita a Constantinopla, lo consagró para sustituir al obispo Antimo, que era monofisita y para combatir con algunos origenistas que estaban por la zona.
En 544, Justiniano mandó a todos sus obispos condenar los escritos llamados de los «Tres Capítulos», un escrito contrario a los mandatos monfisitas. Menas estuvo de acuerdo en firmar el escrito siempre que tuviera el apoyo del Papa. Los obispos de Occidente se opusieron a esta condenación y el papa Vigilio mantuvo una postura vacilante, excomulgando a los que habían firmado la condena de los "Tres capítulos", para luego retirarla ante las protestas de los obispos. Menas propuso que esta polémica se decidiera en un nuevo concilio. Pero no pudo asistir porque murió el 24 de agosto del 552. En el concilio organizado pro Mensa, fueron condenados los "Tres Capítulos" y el Papa aprobó la condenación. 
San Menas es venerado por las Iglesias ortodoxas y católica. Su festividad es el 25 de agosto.